# Майкл Накі
Майкл Сідней Накі (25 грудня 1993 , Москва ) — російський політолог, блогер, стример і журналіст.

## Біографія
Народився 25 грудня 1993 року у Москві. Батько — Чарльз Накі, громадянин США, за фахом — фотограф та фотокореспондент, дід — художник, прадід — фізик-ядерник. Мати — росіянка. У США, за його словами, останній раз був у віці 3 років і нічого з американського життя не пам'ятає, знання англійської мови у нього «дуже середнє», а рідною мовою для нього є російська.
Навчався у московській школі № 1553 імені В. І. Вернадського.
У 2011—2016 роках навчався на факультеті соціальних наук Вищої школи економіки, закінчив із кваліфікацією «бакалавр політології», випускний диплом був присвячений проблемі корупції.
У січні 2015 року брав участь у студентській «Зимовій школі антикорупційної політики», організованій «Трансперенсі Інтернешнл», пізніше проходив стажування в російському відділенні «Трансперенсі Інтернешнл».
Влітку 2015 року проходив двомісячне стажування на радіостанції «Эхо Москвы». З 2015 по червень 2020 працював на радіостанції, вів політичні дебати, а також програми «Блог-аут», «Статус», «Один», «Ну й день», «Особлива думка», «Розворот».
З 2019 року веде суспільно-політичний відеоблог на YouTube. З квітня 2019 року спільно з колишнім колегою по радіостанції «Эхо Москвы» Олександром Плющевим веде стрими, гостями яких у різний час були Сергій Гурієв, Віктор Шендерович, Олексій Навальний, Михайло Ходорковський, Олег Кашин, Катерина Шульман та інші.
В одному зі стримів поділився власною «теорією подвоєного часу», що згодом стала мемом і об'єктом для жартів.
12 червня 2021 стало відомо про те, що Накі покинув Росію і переїхав до Грузії. З серпня по грудень 2021 року разом із Сергієм Гурієвим був співведучим програми «Що (ж) робити?» на телеканалі «Дощ».
З березня 2022 року — ведучий YouTube-каналу «Популярна політика».

### Еміграція до Литви
У березні 2022 року переїхав до Вільнюса (Литва). Деякий час був ведучим YouTube-каналу «Популярная политика». 16 березня 2022 року МВС РФ порушило проти Майкла Накі кримінальну справу за статтею про дискредитацію армії Росії (ст. 207.3 ч. 2 КК РФ) і оголосило його в розшук. Накі проходить обвинуваченим в одній кримінальній справі з Русланом Левієвим, засновником Conflict Intelligence Team, з яким майже щоденно випускає зведення про хід вторгнення Росії в Україну. 24 травня 2022 року Басманний суд Москви заочно заарештував Майкла Накі, а 29 серпня заочно засудив Майкла Накі і Руслана Левієва до 11 років позбавлення волі.
9 вересня 2022 року Мін'юст Росії вніс Накі до списку фізичних осіб — «іноземних агентів» (разом Юлією Латиніною, Валерієм Соловйом і Тамарою Ейдельман).
З першого дня повномасштабного вторгнення підтримує Україну і випускає новини на своєму YouTube – каналі "Майкл Накі", де щодня висвітлює воєнні злочини Росії. Спілкується з українськими військовими, закриває їх збори.

## Особисте життя
20 лютого 2021 року одружився з журналісткою радіостанції «Эхо Москвы» Ніно Росебашвілі.